# Go Joon-hee
Go Joon-hee, pseudonimo di Kim Eun-joo (Seul, 31 agosto 1985), è un'attrice sudcoreana.
Esordisce nel 2001 come modella per le uniformi scolastiche, passando alla recitazione nel 2003. Nel 2008 assume lo pseudonimo di Go Joon-hee, nome del personaggio da lei interpretato nella serie del 2006 Yeo-u-ya mwohani. Nel corso degli anni, appare al cinema e in televisione come attrice, e nel varietà Uri gyeolhonhaess-eo-yo con Jinwoon dei 2AM.

## Filmografia

### Cinema
- Hansel e Gretel (헨젤과 그레텔), regia di Yim Pil-sung (2007)
- Girl Scout (걸스카우트), regia di Kim Sang-man (2008)
- Kkok kkye-an-go nunmul ping (꼭 껴안고 눈물 핑), regia di Kim Dong-won (2011)
- Ryeosu (려수), regia di Jin Kwang-kyo (2011)
- Geonchukhakgaeron (건축학개론), regia di Lee Yong-joo (2012)
- Inryumyeolmangbogoseo (인류멸망보고서), regia di Kim Jee-woon e Yim Pil-sung (2012)
- Gyeolhonjeon-ya (결혼전야), regia di Hong Ji-young (2013)
- Red Carpet (레드카펫), regia di Park Beom-soo (2014)
- Na-ui jeolchin akdangdeul (나의 절친 악당들), regia di Im Sang-soo (2015)

### Televisione
- Naneun dallinda (나는 달린다) – serie TV (2003)
- Geonppang-seonsaeng-gwa Byeol-satang (건빵선생과 별사탕) – serie TV (2005)
- Yeo-u-ya mwohani (여우야 뭐하니) – serie TV (2006)
- Sarang-ae michida (사랑에 미치다) – serie TV (2007)
- Bulhadang (불한당) – serie TV (2008)
- Jonghapbyeong-won 2 (종합병원 2) – serie TV (2009)
- Chuno (추노) – serie TV (2010)
- Nae ma-eum-i deullini (내 마음이 들리니) – serie TV (2011)
- Innyeon-e yeoldunamja (일년에 열두남자) – serie TV (2012)
- Chujeokja (추적자) – serie TV (2012)
- Ya-wang (야왕) – serie TV (2013)
- Geunyeoneun yeppeotda (그녀는 예뻤다) – serial TV (2015)

## Videografia
Go Joon-hee è apparsa nei seguenti videoclip:
- 2004 – "Don't Know Why" degli SG Wannabe
- 2005 – "The One Who Is Listening to My Song" di Park Shin-yang
- 2005 – "The Lover" di Park Shin-yang
- 2005 – "The Scattered Days" di Park Hyo-shin
- 2006 – "Shirin (It's Cold)" di Lee Soo-young
- 2011 – "Like Rain, Like Music" di Joo Jin-mo

## Riconoscimenti
| Anno | Premio                                  | Categoria                            | Ricevente        | Risultato       |
| ---- | --------------------------------------- | ------------------------------------ | ---------------- | --------------- |
| 2001 | SK Smart Uniform Model Contest          | Primo posto                          |                  | Vincitore/trice |
| 2002 | Yeshin Persons Model Contest            | Grand Prize                          |                  | Vincitore/trice |
| 2003 | Binggrae Model Contest                  | Miss Binggrae                        |                  | Vincitore/trice |
| 2006 | MBC Drama Awards                        | Best New Actress                     | Yeo-u-ya mwohani | Candidato/a     |
| 2012 | Style Icon Awards                       | Fashion Icon                         |                  | Vincitore/trice |
| 2012 | Korean Culture and Entertainment Awards | Popularity Award, Actress in a Drama | Chujeokja        | Vincitore/trice |
| 2012 | SBS Drama Awards                        | New Star Award                       | Chujeokja        | Vincitore/trice |
| 2013 | APAN Star Awards                        | Acting Award, Actress                | Ya-wang          | Candidato/a     |